# Danielle Fishel
Danielle Christine Fishel (Mesa, Arizona, 1981. május 5. –) amerikai színésznő, énekesnő és rendező.
Legismertebb alakítása Topanga Lawrence A kis gézengúz és a Riley a nagyvilágban című sorozatokban.

## Fiatalkora
Az arizonai Mesában született. Édesanyja Jennifer Fishel, személyi menedzser, édesapja Rick Fishel, a Masimo Corporation korábbi elnöke. Félig máltai származású. 1999-ben érettségizett a Calabasas High Schoolban Calabasasban.

## Pályafutása
Első nagyobb szerepe A kis gézengúz című vígjátéksorozatban volt. 2006-ban feltűnt a The Tyra Banks Show című műsorban. 2015-ben a Boiling Pot című filmdrámában szerepelt. 2014 és 2017 a Riley a nagyvilágban című sorozat főszereplője volt.  2017-ben a Drop the Mic című műsor egy epizódjában vendégszerepelt.

## Magánélete
27 évesen kezdett el a California State University-be járni. 2013-ban diplomázott. 2012-ben Tim Belusko eljegyezte. 2013. október 19-én összeházasodtak Los Angelesben. 2016-ban  2018-ban Jensen Karp eljegyezte. 2018. november 4-én házasodtak össze.  2019-ben megszületett az első gyermekük. 2021-ben a második gyermekük is megszületett.

## Filmográfia

### Filmek
| Év   | Magyar cím       | Eredeti cím                         | Szerep                 | Magyar hang |
| ---- | ---------------- | ----------------------------------- | ---------------------- | ----------- |
| 2015 |                  | Boiling Pot                         | Valerie Davis          |             |
| 2013 |                  | Clapping for the Wrong Reasons      | önmaga                 |             |
| 2007 |                  | The Chosen One                      | Donna Goldstein (hang) |             |
| 2006 |                  | National Lampoon's Dorm Daze 2      | Marla                  |             |
| 2004 |                  | Gamebox 1.0                         | Kate / hercegnő        |             |
| 2003 | Agyatlan ágyasok | National Lampoon Presents Dorm Daze | Marla                  |             |
| 2000 |                  | Longshot                            | Gloria                 |             |
| 2000 |                  | Rocket's Red Glare                  | Sarah Miller           |             |

### Televíziós szerepek
| Év        | Magyar cím                 | Eredeti cím                 | Szerep                     | Megjegyzések                                            |
| --------- | -------------------------- | --------------------------- | -------------------------- | ------------------------------------------------------- |
| 2019      | Csillag kontra Gonosz Erők | Star vs. the Forces of Evil | könyvtáros (hang)          | 1 epizód                                                |
| 2018      |                            | Drop the Mic                | önmaga                     | 1 epizód                                                |
| 2015–2016 | Rejtélyek városkája        | Gravity Falls               | Pyronica (hang)            | 3 epizód                                                |
| 2014–2017 | Riley a nagyvilágban       | Girl Meets World            | Topanga Lawrence-Matthews  | főszereplő magyar hangja Sallai Nóra rendező (4 epizód) |
| 2012      |                            | The Soup                    | Lizdsay Taylorhan / önmaga | 1 epizód                                                |
| 2009      |                            | The Fuse 20                 | önmaga                     | műsorvezető                                             |
| 2008–2011 |                            | The Dish                    | önmaga                     | műsorvezető                                             |
| 2003      | Igen, drágám!              | Yes, Dear                   | Katie                      | 1 epizód                                                |
| 2003      |                            | Say What? Karaoke           | önmaga                     | műsorvezető                                             |
| 2002      |                            | The Nightmare Room          | tanácsadó                  | 1 epizód                                                |
| 2001–2002 |                            | Nikki                       | Stacy                      | 2 epizód                                                |
| 1997      |                            | ABC TGIF                    | Topanga                    | 1 epizód                                                |
| 1996      |                            | Kirk                        | Heather                    | 1 epizód                                                |
| 1993–2000 | A kis gézengúz             | Boy Meets World             | Topanga Lawrence           | főszereplő                                              |
| 1993      |                            | Harry and the Hendersons    | Jessica                    | 1 epizód                                                |
| 1992–1993 | Bír-lak                    | Full House                  | Jennifer P.                | 2 epizód                                                |

### Rendezései
- Sydney és Max (2019-2020, 7 epizód)
- Coop és Cami megkérdezi! (2019-2020, 2 epizód)
- Raven otthona (2019-2021, 5 epizód)
- Dobd be magad! (2020, 1 epizód)